# Holcojoppa pyrina
Holcojoppa pyrina är en stekelart som beskrevs av Townes, Townes och Gupta 1961. Holcojoppa pyrina ingår i släktet Holcojoppa och familjen brokparasitsteklar. Inga underarter finns listade i Catalogue of Life.